# 嶋田的浦
嶋田 的浦（しまだ てきほ、1893年1月22日 - 1950年4月11日）は日本の俳人。本名は襄。三重県志摩郡的矢村大字的矢（現在の志摩市磯部町的矢）出身。的浦の号は、故郷・的矢が小さな港（浦）を成していることにちなんでいる。嶋田青峰の弟であり、句作の才能は兄の青峰を上回っていたと評されている。

## 来歴
地元の三重県立宇治山田中学校（現在の三重県立宇治山田高等学校）を卒業し上京、東京外国語学校（現在の東京外国語大学）に進学、卒業。
俳人としての活動は、兄の青峰よりも熱心で、1915年（大正4年）の俳句雑誌『ホトトギス』3月号に4句が入選して以降、毎月2、3句が掲載され、同年の10月号と11月号に5句が載った。後に刊行された高浜虚子選『ホトトギス雑詠選集』には青峰が1句しか収録されなかったのに対し、的浦は3句収録されている。1929年（昭和4年）、横浜海上火災保険（後のニッセイ同和損害保険）に就職する。横浜海上火災保険で同僚の秋元不死男と出会う。秋元は的浦の兄・青峰が翻訳した『トルストイ叢書』の第12巻『セヴァストポリ』を読んだことがあり、上司から的浦が青峰の弟であることを告げられると的浦に親しみを抱いた。2人は仲良くなり、昼休みに横浜港へ散歩に出て、的浦は時折俳句の話をした。上司の勧めで俳句を始め、句会にも参加したことのあった秋元は、その経験を語り、的浦は兄・青峰の主宰する『土上』への投稿を促した。的浦の勧めのままに秋元は俳句を投稿、後に『土上』を牽引する俳人となった。的浦自身は、高浜虚子主宰の『ホトトギス』にも投句していたが、この頃『土上』に軸足を移し始めていた。
1934年（昭和9年）10月、『走馬灯』を出していた西東三鬼は新興俳句をやっている者を集めて話し合う場を作ることを決心し、的浦にも手紙を送った。この主旨に賛同した的浦は参加を決め、神田一ツ橋で開かれた発足準備会に出席した。その席には『早稲田俳句』の嶋田洋一（的浦の甥）、『句と評論』の藤田初巳、『走馬灯』の三谷昭らがいた。この会合は「新俳話会」と命名され、月に一回新興俳句の問題等について討論や研究を重ねた。当時の俳句界では他の派閥と交わることは節操のないことと見なされていたため、こうした派閥間を越えた組織の結成は画期的なことであった。
1935年（昭和10年）より青峰の『土上』編集を手伝い、新興俳句弾圧事件で同誌が廃刊に追い込まれるまでその仕事を続けた。『土上』では、古家榧夫や東京三（秋元不死男）の二大人物らに次ぐ第二の勢力として、甥・嶋田洋一や坂本三鐸らと並び活躍した。
第二次世界大戦後三重県に戻り、度会郡御薗村高向（現在の伊勢市御薗町高向）にあった山田赤十字病院（現在の伊勢赤十字病院）の事務局長となった。ここで的浦は俳句の指導を行い、病院の入院患者らを同人に『みその』（後に『帆』に改題）を1949年（昭和24年）に創刊した。『みその』は、三重県における前衛俳句の萌芽期を担う雑誌となった。
1950年（昭和25年）4月の『みその』に的浦は
| 「 | 冬の浪 送り送りて かへらざる | 」 |

という句を投じた。友人の秋元は的浦が病床に伏していることを知っていたため、この句に不吉なものを感じ見舞いに行ったが、その後間もなく4月11日に57歳で逝去した。秋元は「俳句にも死相が出るというのは、ほんとうのような気がした」と記している。

## 主な句
- 塗盆に 千本しめぢにぎはしや

## 句碑
- 「海うらら 水平線は 汽船を引く」の碑 - 三重県志摩市磯部町的矢の旧的矢小学校・的矢中学校の跡地である「みんなの森」にある[4]。